# Fragoso (Barcelos)
Fragoso ist eine Gemeinde (Freguesia) im nordportugiesischen Kreis Barcelos. In ihr lebten 2069 Einwohner (Stand 19. April 2021).